# 대구동부초등학교
대구동부초등학교는 대한민국 대구광역시 동구 신암동에 있는 공립 초등학교이다.

## 역사
- 1972년 5월 26일 설립인가
- 1974년 3월 1일 대구동부국민학교 개교(8학급 편성)
- 1996년 3월 1일 대구동부초등학교로 개칭
- 2009년 9월 1일 제15대 박무수 교장 부임
- 2009년 9월 10일 영어체험실 완공
- 2010년 1월 30일 학교 푸른숲 조성
- 2010년 9월 29일 역사관 준공
- 2011년 2월 16일 제33회 졸업(졸업생 인원 8,992명)
- 2011년 3월 1일 21(1)학급 편성
- 2011년 5월 23일 복지실 개관식
- 2012년 2월 16일 제34회 졸업(졸업생 인원 160명)
- 2012년 3월 1일 19(1) 학급 편성
- 2012년 9월 1일 제16대 김옥순 교장 부임
- 2013년 2월 14일 제35회 졸업(졸업생 인원 150명)
- 2013년 2월 28일 Wee클래스 준공일
- 2013년 3월 1일 17(1)학급 편성
- 2014년 2월 8일 테니스장 펜스 설치
- 2014년 2월 14일 제36회 졸업(졸업생 인원 85명)
- 2014년 2월 28일 나눔과 비젼을 담을 학교 담장 조성
- 2014년 3월 3일 15(1)학급 편성
- 2014년 3월 24일 제2돌봄교실 개관식
- 2015년 2월 12일 교목(소나무), 교화(목련) 변경
- 2015년 2월 13일 제37회 졸업(졸업생 인원 69명)
- 2015년 2월 24일 서편화장실 현대화
- 2015년 3월 2일 14(1)학급 편성
- 2015년 4월 20일 다양한 학교 운동장 조성
- 2015년 12월 31일 본관4층 시청각실 조성(빔프로젝트, 블라인드설치)
- 2016년 2월5일 제38회 졸업(졸업생 인원 58명)
- 2016년 3월 1일 제17대 김경옥 교장 부임
- 2016년 3월 1일 13(1)학급 편성
- 2017년 2월 15일 제39회 졸업(졸업생 인원 53명)
- 2017년 3월 1일 12(1)학급 편성
- 2023년 9월 1일 제20대 박정하 교장 부임

## 참고 자료
- 대구동부초등학교 - 한국교육학술정보원 학교알리미